# James Lord Pierpont
James Lord Pierpont (Boston, 25 de abril de 1822 — Winter Haven, 5 de agosto de 1893) foi um compositor, letrista e organista norte-americano, famoso por ter, em 1857, composto e escrito "Jingle Bells" (originalmente "One Horse Open Sleigh"), que mais tarde se tornou a mais famosa canção natalina do mundo.